# Prix du polar de Burgdorf
Le Prix du polar de Burgdorf est un prix littéraire suisse qui récompense un auteur de roman policier en langue allemande. 
Doté de 5 000 francs suisses, le prix est attribué tous les deux ans lors des Journées du polar qui ont lieu à Berthoud.

## Lauréats
- 1996 : Roger Graf
- 1998 : Fata Morgana Team
- 2000 : Wolf Haas
- 2002 : Petra Hammesfahr
- 2004 : Ulrich Ritzel
- 2006 : Stefan Slupetzky
- 2008 : Jan Seghers
- 2010 : Volker Kutscher
- 2012 : Friedrich Ani
- 2014 : Bernhard Aichner